# Blas Roca
Blas Roca Calderío, nacido como Francisco Wilfredo Calderío López, (Manzanillo, 24 de julio de 1908-La Habana, 26 de abril de 1987), fue un político cubano de ideología comunista, que durante muchos años fungió como secretario general del Partido Socialista Popular, el primer Partido Comunista de Cuba, llegando a representarle en la Cámara de Representantes cubana. Al triunfar la Revolución cubana, fue miembro del Buró Político del Partido Comunista de Cuba y presidente de la Asamblea Nacional —parlamento cubano— en su i Legislatura (1976-1981).

## Biografía

### Orígenes y primeros años
Nacido el 24 de julio de 1908 en Manzanillo, en la actual provincia de Granma, en el seno de una familia proletaria, Francisco Wilfredo Calderío López —el nombre con el cual sus padres lo inscribieron—, fue el hijo mayor de nueve hermanos y desde muy temprana edad contribuyó con su trabajo al sustento familiar. Apenas cursó el cuarto grado de la enseñanza elemental y su posterior desarrollo intelectual lo alcanzó de forma autodidacta.
En 1924 aprobó los exámenes para maestros habilitados. Tres meses duró su trayectoria docente en Media Luna, lugar donde pronunció su primer discurso, un 28 de enero, para recordar a José Martí, el maestro de la Patria.
La carencia de una recomendación oficial le costó el cargo de maestro y se empleó entonces en una fábrica de zapatos en Manzanillo, integrándose a las filas de la Liga Juvenil Comunista. Todo esto contribuyó a forjar su conciencia y su carácter y a pensar, como diría años más tarde, «en un sentido colectivo». Este proceso habría de profundizarse aceleradamente cuando, en 1929, fue elegido secretario general del Sindicato de Zapateros de Manzanillo, e ingresó en el Partido Comunista Cubano que pocos años antes habían fundado Carlos Baliño, José Miguel Pérez y Julio Antonio Mella.

### Vida partidista y lucha
En agosto de 1931 fue elegido para miembro del Comité Central del Partido Comunista y encargado de su organización en Oriente. Durante esta etapa desplegó una amplia actividad periodística en la prensa obrera y dirigió las movilizaciones populares que culminaron en la histórica huelga general de agosto de 1933, que derrocó a la dictadura del presidente, Gerardo Machado —«el asno con garras», denominado así, por sus innumerables crímenes—.
Blas había madurado extraordinariamente en pocos años como resultado de su propia capacidad y el intensivo fogueo en las luchas obreras y populares y fue llamado a la capital en los momentos en que el partido requería una firme y orientadora dirección, más aún cuando su líder indiscutible de aquellos momentos, Rubén Martínez Villena, haría su última aparición pública en septiembre de 1933, al despedir los restos de Julio Antonio Mella, para no recuperarse jamás de su lamentable enfermedad (tuberculosis). De este modo, a los 26 años de edad, Blas se había convertido en el máximo dirigente de los comunistas cubanos, representándole en la Cámara de la República.
Bajo su dirección, el partido cumplió ejemplarmente su deber internacionalista con la República Española, con una formidable campaña que no solo incluyó ayuda moral y material, sino también el envío de alrededor de mil combatientes a las Brigadas Internacionales.
En 1938, también como resultado de un duro combate, de una adecuada táctica y de una coyuntura internacional propicia, el Partido Comunista de Cuba accede a la legalidad y el nombre de Blas Roca se inserta definitivamente en el acontecer político nacional. Apoyó la candidatura de Fulgencio Batista a la presidencia de la República de Cuba. Es conocida su frase «Batista es el hombre», haciendo referencia a que por su condición de humilde, Batista podría representar a los socialistas. Fue entonces más odiado que nunca por la burguesía y el imperialismo. La prensa reaccionaria arreció sus ataques contra el líder comunista, acusándolo de antipatriota y antinacionalista. No obstante, el trabajo movilizativo llevado a cabo en la legalidad, la unidad con sectores progresistas de la vida nacional y la propaganda revolucionaria, permitieron obtener la convocatoria a la Asamblea Constituyente libre y soberana para la cual fueron elegidos varios delegados comunistas, entre ellos Blas Roca, y la aprobación de la Constitución de 1940, en la cual quedan plasmadas numerosas disposiciones progresistas.

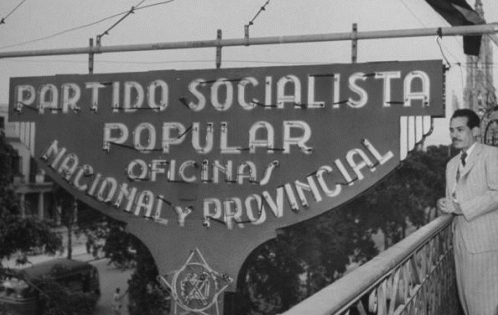
Blas Roca en la sede del Partido Socialista Popular en La Habana, 1945.

Desde la legalidad del partido, Blas mantuvo un permanente apoyo a la unidad de la clase obrera y de todos los sectores nacionales en lucha por la verdadera independencia económica y política del país. Junto a Lázaro Peña, Jesús Menéndez, Ursinio Rojas y muchos otros destacados líderes sindicales, a los que contribuyó a formar, construyó una central sindical que unió a todas las corrientes de la clase obrera y las proyectó con un sentido revolucionario de clase.
Con el golpe del 10 de marzo de 1952, al que se opone desde el primer momento, y el 26 de julio de 1953, que inicia una nueva etapa de lucha en la historia de Cuba, el Partido Comunista de Cuba regresa a la clandestinidad, para no salir de ella hasta el año 1959.

### Revolución cubana
Un hecho que debe destacarse, por su carácter unitario, y que se suma al reconocimiento que ya venía realizándose desde antes del triunfo de la Revolución es la contribución que a la unidad revolucionaria significó la entrega simbólica de la máxima dirección del Partido Socialista Popular encarnada en Blas, voluntaria y conscientemente, a Fidel Castro como jefe indiscutible político y militar de la Revolución cubana.
Desde el principio del triunfo de la Revolución, ocupó importantes cargos políticos y gubernamentales, siendo miembro del Buró Político y del Comité Central Partido Comunista de Cuba (PCC), presidente de la Asamblea Nacional del Poder Popular de Cuba en su i Legislatura —de 1976 a 1981—. Blas desempeñó un papel muy importante en el proceso de consolidación de la nueva sociedad, entre las cuales se destacan la preparación de la primera Constitución socialista de Cuba, refrendada por todo el pueblo, la elaboración del sistema judicial, la organización de los órganos del Poder Popular y su desempeño como presidente de la Asamblea Nacional como máximo órgano del Estado. Dejó además numerosas obras escritas sobre diversos temas relacionados con la sociedad cubana, el ideario martiano y la teoría marxista y leninista.

## Distinciones
En su historial cuenta con diversas condecoraciones nacionales —cubanas— como internacionales, como por ejemplo la Orden Lenin, la más alta condecoración que otorgaba la dirección del partido y Gobierno de la desaparecida Unión Soviética, la medalla XX aniversario de la Revolución y la de las Luchas Clandestinas, la Orden Lázaro Peña de 1.er grado, etc.

## Resumen
A lo largo de su fructífera vida, fue un luchador inclaudicable por la independencia nacional, la soberanía del país y la causa y los ideales del socialismo, y si tuviéramos que definir su vida, lo haríamos a través de sus propias palabras: "..ha sido un campo de batalla, nunca he dejado de luchar y nunca, ni en la circunstancia más adversa, he perdido la fe en el futuro. Ese ha sido mi escudo y mi bandera".